# Medetera rara
Medetera rara är en tvåvingeart som beskrevs av Negrobov 1991. Medetera rara ingår i släktet Medetera och familjen styltflugor.
Artens utbredningsområde är Vietnam. Inga underarter finns listade i Catalogue of Life.